# Teorie preferencí
Teorie preferencí je termín označující sociologickou a ekonomickou teorii vycházející z díla Garyho S. Beckera a Kevina M. Murphyho, která navazuje na teorii racionální volby a dále jí rozšiřuje uvedením konceptu lidského kapitálu. Stejně jako teorie, ze které vychází, i teorie preferencí si klade za účel analýzu užitkové funkce jedince a kroky, které podniká k její maximalizaci.

## Změny oproti klasickému přístupu
Teorie preferencí tvrdí, že užitková funkce každého jednotlivce je funkcí množiny statků jím spotřebovaných a jeho lidského kapitálu oproti jednodušší teorii racionální volby, která užitek uvažuje pouze jako funkci spotřebovaných statků.
Lidský kapitál je považován za veličinu popisující preference jedince. Dále se rozlišují jeho dílčí druhy: osobní kapitál a společenský kapitál. Osobní kapitál reprezentuje ve funkci užitku vliv kultury, zvyků a osobní zkušenosti jedince - významné jsou kupříkladu zkušenost se spotřebováváním stejného nebo souvisejícího statku v minulosti a kapitál představivosti, který reprezentuje schopnost nahlédnutí vztahu mezi změnou užitku statků v budoucnu a změnami svých preferencí v současnosti, a reprezentuje tak schopnost jedince plánovat. Sociální kapitál pak určuje vliv preferencí ostatních osob v jedincově sociálním prostředí.
Statek je zde navíc chápán v obecnější podobě. Vedle běžných statků měnících užitek se mezi ně řadí i vlivy ovlivňující osobní kapitál, resp. preference jako takové, jako například reklama. Díky tomu vzniká vzájemná vazba mezi spotřebou statků a změnami v osobním kapitálu.

## Pojetí adikce
Jedna z důležitých aplikací teorie se pokouší popsat závislost na určitém statku. Závislost je v řeči teorie takové chování, kdy spotřeba statku v minulosti zvyšuje jeho spotřebu v budoucnosti skrze působení na spotřebitelovy preference. Rozlišují se škodlivé a prospěšné závislosti v závislosti na tom, zda s rostoucí preferencí pro spotřebu statek celkový užitek jedince klesá nebo stoupá. Teorie nabízí vysvětlení, proč chování uživatelů při škodlivé závislosti lze v jistém ohledu považovat za racionální.